# 南部明子
南部 明子（なんぶ あきこ、1920年11月3日 - 1994年6月4日）は、北海道出身の家政教育者。光塩学園元理事長、光塩学園女子短期大学元学長。料理研究家。
北海道の歴史と伝統、文化を基盤に、創造力豊かな人間形成と、より専門性をきわめる学問研究を目指す女子教育を使命とする光塩学園の発展に尽力した。

## 経歴
- 1920年11月3日 北海道磯谷郡蘭越町に生まれる。
- 北海道庁立札幌高等女学校（現北海道札幌北高等学校）卒業。
- 1938年 東京家政学院家政科卒業。
- 1945年 一家で東京から網走市の郊外に入植。
- 1947年 離農
- 1948年 南部服装研究所を網走市に設立
- 1949年 札幌市に移転し南部服装研究所を開設し所長に就任
- 1953年 光塩学園家政専門学校に改称、校長に就任
- 1962年 学校法人光塩学園設置、夫南部高治が理事長に就任
- 1967年 光塩学園女子短期大学開学、学長に就任
- 1968年 光塩学園女子短期大学附属幼稚園開園、園長に就任
- 1973年 光塩学園家政専門学校を光塩学園調理師専門学校に改称
- 1989年 光塩学園2代理事長
- 1994年6月4日 死去

## エピソード
北海道のローカルフードとして、21世紀に入ってから全国でも有名となった「甘納豆入りお赤飯」は、南部明子が昭和20年代後半に考案し、TV等で紹介した料理。

## 受賞歴
- 1976年　厚生大臣（現：厚生労働大臣）表彰
- 1978年　社団法人全国栄養養成施設協会表彰
- 1982年　藍綬褒章
- 1994年　正五位
- 1994年　勲三等瑞宝章

## 参考資料
- 『学校創立者人名事典』日外アソシエーツ, 2007.7 243頁
- 『光塩学園女子短期大学二十周年記念誌』光塩学園, 1988 3-54頁
- 『光塩学園目でみる五十年史』学校法人光塩学園, 1999 18-75頁